# Cleopatra II de Egipto
Cleopatra II (h. 185 — 116 a. C.), hija de Ptolomeo V y Cleopatra I, fue reina del Egipto Ptolemaico.

## Biografía
Tras la muerte de su madre (175 a. C.), Cleopatra II se casó con su hermano Ptolomeo VI en 173, y ambos, junto a Ptolomeo VIII (su otro hermano), fueron corregentes de Egipto desde 171 hasta 164 a. C. 
En 170 Antíoco IV de Siria invadió Egipto, desencadenando una guerra ganada finalmente por Egipto en 168 con ayuda de Roma.
Cleopatra se convirtió en regente de su hijo Ptolomeo VII tras la muerte de su esposo en 145 y al año siguiente contrajo matrimonio con su otro hermano, Ptolomeo VIII Evérgetes II Fiscón. Este asesinó a su sobrino e hijastro y se autoproclamó rey. A pesar de ello, un año después (en 143 a. C.) Cleopatra II tuvo un hijo con Ptolomeo VIII, que recibió el nombre de Ptolomeo Menfita. Un año más tarde, en 142 a. C., y sin haberse divorciado de Cleopatra, Ptolomeo VIII se casó con la hija menor de Cleopatra II (Cleopatra III) y la vinculó al trono como corregente. Esto generó un gran malestar a Cleopatra II que cría a su hijo pequeño preparándolo para convertirlo en el nuevo faraón. 
En 131 Cleopatra II encabezó una rebelión contra Ptolomeo VIII, al que consiguió expulsar de Egipto junto a Cleopatra III. Luego proclamó rey a Ptolomeo Menfita, el hijo de 12 años de Ptolomeo VIII. Pero este mandó asesinarlo, tras lo cual Cleopatra II asumió en solitario el reinado. Ofreció el trono a Demetrio II de Siria, pero Ptolomeo VIII también ordenó que fuera asesinado y Cleopatra II hubo de refugiarse en Siria en 127 a. C.
Ptolomeo VIII retornó entonces a Egipto y reclamó el trono para sí. En 124 se proclamó públicamente una reconciliación entre él y Cleopatra II, y desde entonces ambos junto con Cleopatra III reinaron conjuntamente hasta la muerte de Ptolomeo VIII en 116 a. C. Poco después moriría también Cleopatra II.

## Literatura
| Titulatura | Jeroglífico | Transliteración (transcripción) - traducción - (referencias) |

|                         |    |    |    |           |    |         |
| \| \| \| \| \| \| \| \| |    |    |    |           |    |         |
|                         |    |    |    |           |    |         |
| N29 · E23               | G1 | V4 | Q3 | D46 · D21 | G1 | X1 · H8 |

| N29 · E23 | G1 | V4 | Q3 | D46 · D21 | G1 | X1 · H8 |

|                         |    |    |    |           |    |         |
| \| \| \| \| \| \| \| \| |    |    |    |           |    |         |
|                         |    |    |    |           |    |         |
| N29 · E23               | G1 | V4 | Q3 | D46 · D21 | G1 | X1 · H8 |

| N29 · E23 | G1 | V4 | Q3 | D46 · D21 | G1 | X1 · H8 |

|                         |    |    |    |           |    |         |
| \| \| \| \| \| \| \| \| |    |    |    |           |    |         |
|                         |    |    |    |           |    |         |
| N29 · E23               | G1 | V4 | Q3 | D46 · D21 | G1 | X1 · H8 |

| N29 · E23 | G1 | V4 | Q3 | D46 · D21 | G1 | X1 · H8 |

|                         |    |    |    |           |    |         |
| \| \| \| \| \| \| \| \| |    |    |    |           |    |         |
|                         |    |    |    |           |    |         |
| N29 · E23               | G1 | V4 | Q3 | D46 · D21 | G1 | X1 · H8 |

| N29 · E23 | G1 | V4 | Q3 | D46 · D21 | G1 | X1 · H8 |

## Sucesión
| Predecesor: Cleopatra I                                              | Corregente de Egipto (Dinastía Ptolemaica) 175 - 164 a. C. como Faraón Ptolomeo VI Filomáter y Ptolomeo VIII Evergetes II (180-164 a. C.)                 | Sucesor: Ella misma                                               |
| Predecesor: Ella misma                                               | Corregente de Egipto (Dinastía Ptolemaica) 163 - 144 a. C. como Faraón Ptolomeo VI Filomáter (163-145 a. C.) y Ptolomeo VII Neo Filopátor (145-144 a. C.) | Sucesor: Ella misma y Cleopatra III                               |
| Predecesor: Ella misma                                               | Corregente de Egipto (Dinastía Ptolemaica) 144 - 131 a. C. como Faraón Ptolomeo VIII Evergetes II (144-131 a. C.) y corregente Cleopatra III              | Sucesor: Ella misma (como reina de Egipto)                        |
| Predecesor: Ella misma (como reina de Egipto)                        | Corregente de Egipto (Dinastía Ptolemaica) 126 - 116 a. C. como Faraón Ptolomeo VIII Evergetes II (126-116 a. C.) y corregente Cleopatra III              | Sucesor: Cleopatra III                                            |
| Predecesor: Ptolomeo VIII Evergetes II, Cleopatra II y Cleopatra III | Reina de Egipto (Dinastía Ptolemaica) 131 - 126 a. C. como Faraón Ptolomeo Menfitis (131-130 a. C.)                                                       | Sucesor: Ptolomeo VIII Evergetes II, Cleopatra II y Cleopatra III |